# Château royal d'Ardenne
Le château royal d'Ardenne, situé en Wallonie à Houyet, à 15 km de Dinant, est un hôtel de luxe ouvert en 1891, fermé définitivement en 1949. Laissé à l'abandon, il est détruit par un incendie en 1968 et ses ruines sont rasées en 1972.

## Contexte

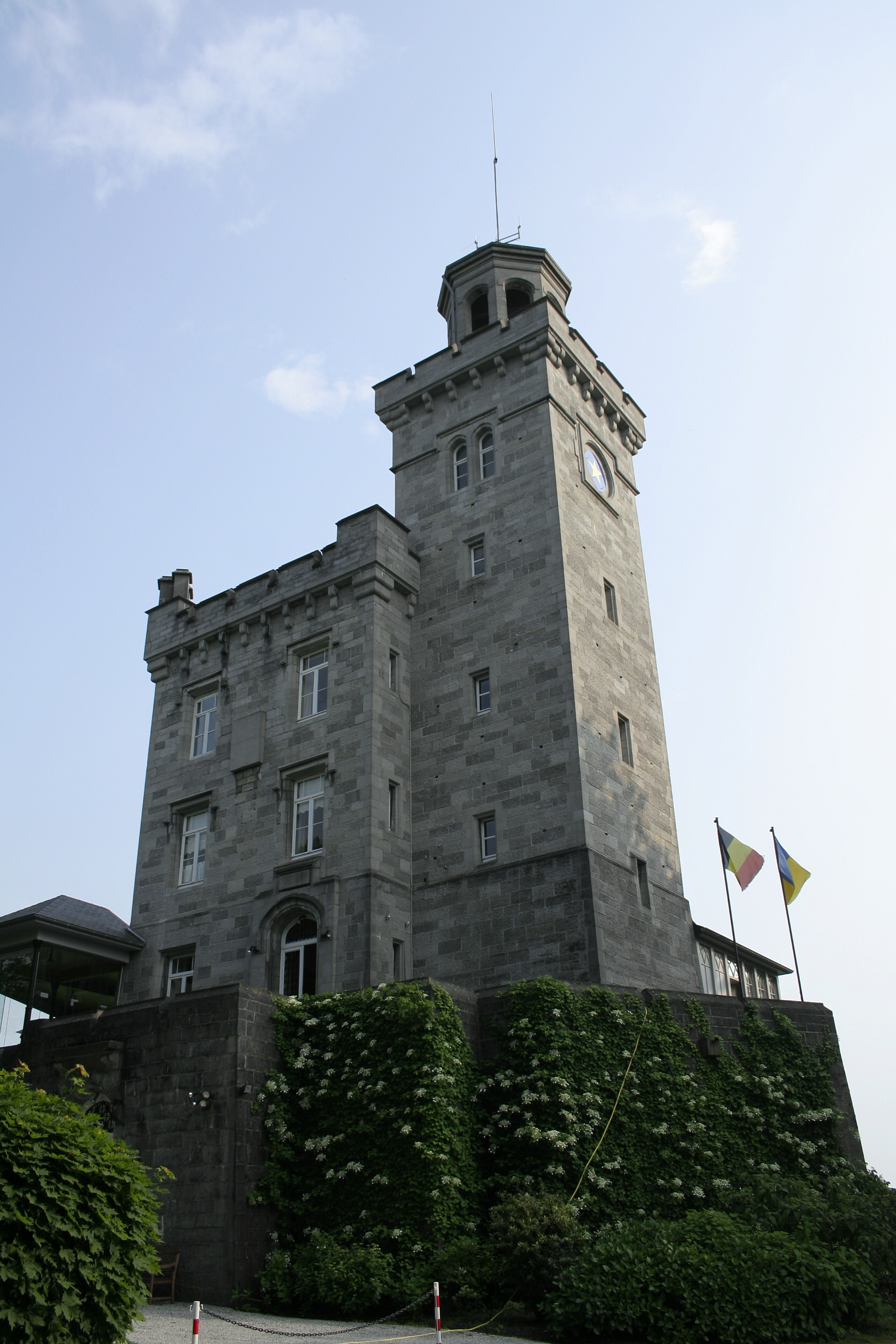
Houyet (Belgique), Tour Léopold - Parc du Domaine d'Ardenne (1878).

En 1837, Léopold Ier fait l'acquisition de ce qui devient le Domaine d'Ardenne. En 1840, il fait construire à Ciergnon un château de plaisance pour la reine Louise-Marie. Ce château est toujours aujourd'hui résidence royale. Sur le domaine d'Ardenne, à Houyet, le roi Léopold Ier rachète à la famille Orban leur grosse demeure de campagne pour en faire son pavillon de chasse.
En 1843, il ordonne la construction du Château du Rocher (qui deviendra la Tour du Rocher) sur le domaine à Houyet.
En 1865, Léopold II succède à son père et fait construire de 1874 à 1891, à l'emplacement du pavillon de chasse initialement acheté par son père, le Château d'Ardenne selon les plans de l'architecte Alphonse Balat (et d'Élie Lainé pour les jardins).
En 1872, l'entrepreneur liégeois Georges Nagelmackers a l'idée de mettre sur pied un réseau ferré de luxe à l'image des États-Unis. Il reçoit notamment le soutien de Léopold II et son projet finit par aboutir en 1876 avec la Compagnie Internationale des Wagons-Lits et des Grands Express Européens.
En en devenant actionnaire, le roi, ne voulait pas seulement favoriser l'expansion du chemin de fer mais aussi attirer les touristes vers la Belgique et le Château Royal d'Ardenne devait en être une destination phare pour les riches touristes et hommes d'affaires du monde entier. Ce domaine des Ardennes ainsi que Houyet furent dès lors connus comme "La petite Suisse Belge".
En 1878, une seconde tour est construite dans le parc, subsistant aujourd'hui sous le nom de Tour Léopold.
En 1897, une annexe au château est construite selon les plans de l'architecte Alban Chambon (qui réalisa également l'hôtel Métropole à Bruxelles).
Le 23 juin 1898, une gare reliée au château, la Halte royale d'Ardenne, est ouverte le long de la ligne 166. Le train présidentiel français fait un voyage officiel organisé pour l'inauguration. La gare sera fermée en 1919.

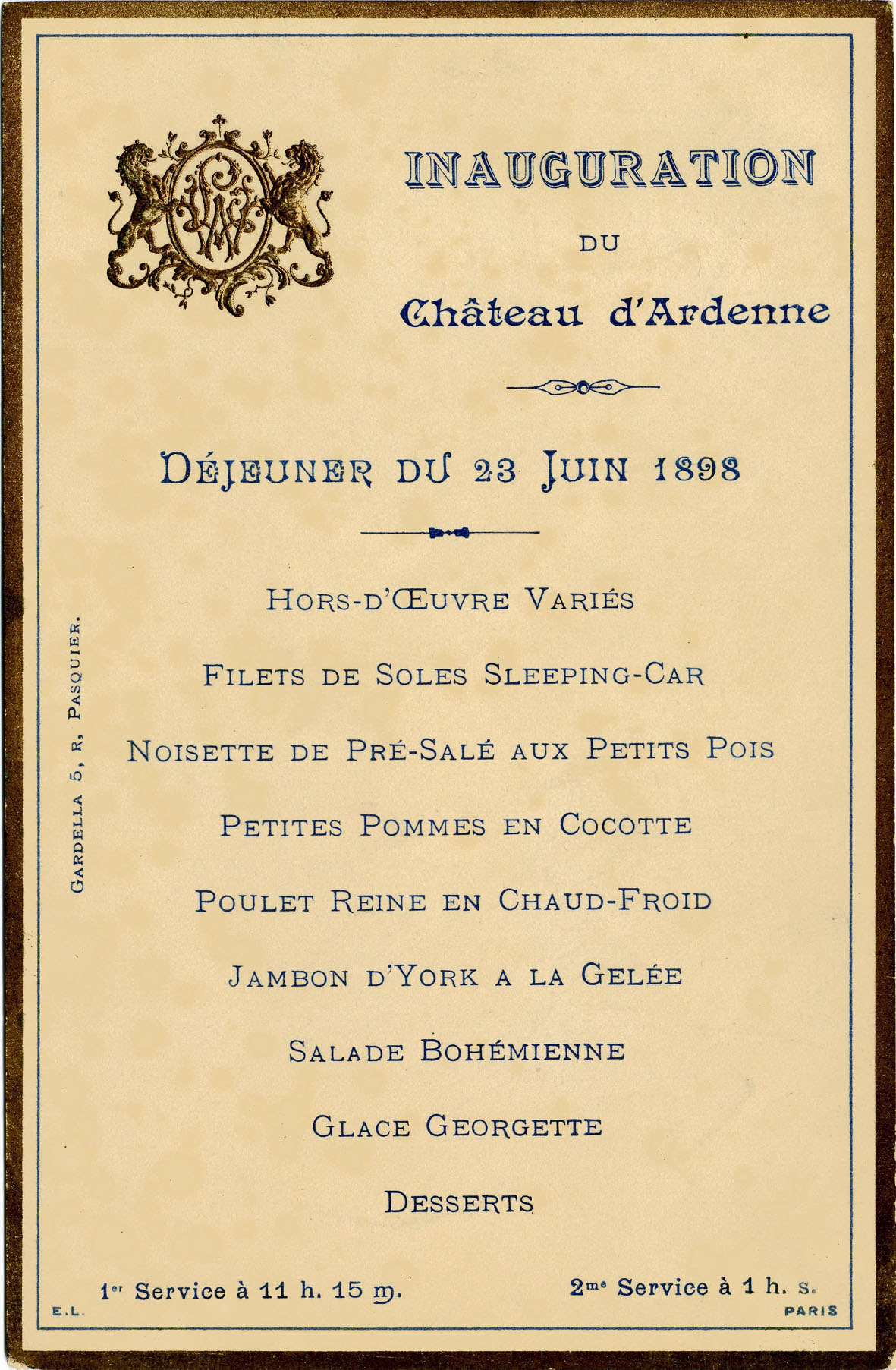
Menu servi à bord du train présidentiel français le 13 juin 1898 lors du voyage officiel organisé pour l'inauguration du Château d'Ardenne.

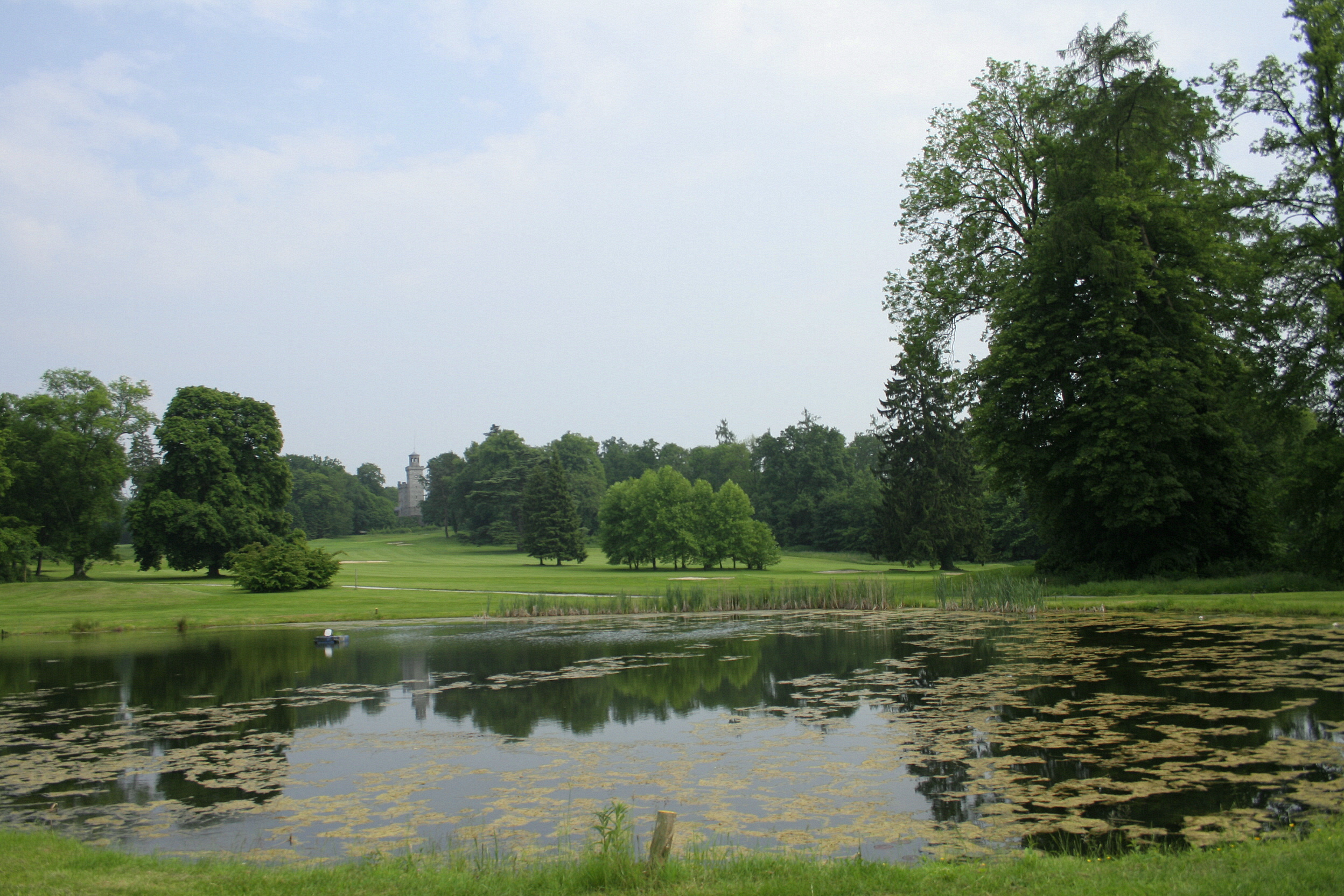
Houyet (Belgique), parc du Domaine d'Ardenne.

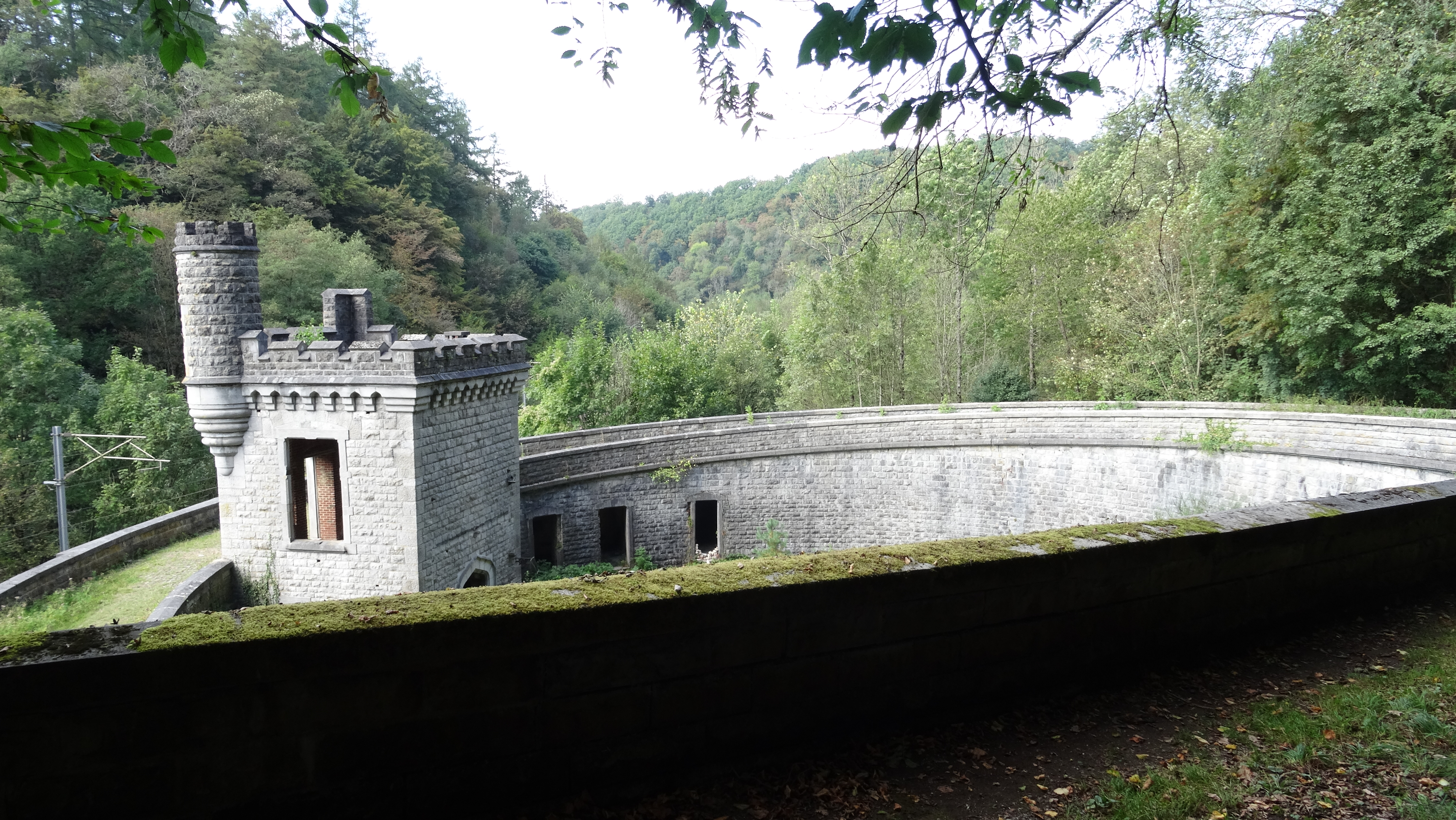
L'ancienne Halte royale d'Ardenne.

## Hôtel
La gestion de l'hôtel fut confiée au colonel anglais James North qui décéda en 1898 avant de pouvoir exercer son mandat. Le bail d'exploitation de l'hôtel fut alors remis à Georges Nagelmackers et donc, à la Compagnie Internationale des Grands Hôtels Européens, une filiale de la Compagnie Internationale des Wagons-Lits et des Grands Express Européens. Après le décès de Léopold II en 1909, l'hôtel est fermé et rouvre en 1912 sous la gestion d'une autre société, la société Hôtel du Château Royal d'Ardenne. Il devient l'une des propriétés de l'homme d'affaires Georges Marquet.
Durant la Première Guerre mondiale, le château est occupé et pillé par les troupes françaises et allemandes.
En 1920, il rouvre sous la direction de Georges Marquet: il restera sous la direction de 3 générations de la famille Marquet jusqu'à sa fermeture.
En 1940, Joachim von Ribbentrop y installe ses quartiers. En 1941, il est officiellement réquisitionné par l'armée allemande. En 1944, il est occupé par les Britanniques puis par les Américains. En 1945, toujours sous la tutelle de Georges Marquet, il rouvre au public sous la direction de Léon Elleboudt et Marie-Louise Lemineur.

## Terrain de golf
L'hôtel ferme définitivement en septembre 1949. Son mobilier est dispersé en vente publique en 1950. En mars 1950, le baron Gaston Braun reçoit en location, de la Donation royale, le terrain de golf du château d'Ardenne (parcours de 9 trous) ainsi que la tour Léopold qui sera utilisée comme Club House. Le château est quant à lui laissé à l'abandon. Il prend feu le 23 août 1968. Entre 1970 et 1972, les ruines du château et l'annexe, encore intactes, sont rasées. En 1975, la Tour du Rocher est dynamitée. En 1992, le parcours de golf est agrandi à 18 trous.

## Sources
- Livre "Le Château Royal d'Ardenne - Houyet oublié", FR et NL publié par Henri Lemineur  https://chateaudardenne.wixsite.com/lemineur

- (nl) Cet article est partiellement ou en totalité issu de l’article de Wikipédia en néerlandais intitulé « Chateau Royal d'Ardenne » (voir la liste des auteurs).
- Inventaire du patrimoine immobilier culturel Inventaire no 91072-INV-0148-01 Domaine d'Ardenne